# 今日子の清く楽しく美しく
『今日子の清く楽しく美しく－KYOKO Ⅷ－』（きょうこのきよくたのしくうつくしく）は、小泉今日子の8枚目のオリジナル・アルバム。1986年2月21日にビクター音楽産業から発売された。

## 概要
シングル曲「魔女」と「なんてったってアイドル」を収録。「なんてったってアイドル」はシングルバージョンの他にも歌詞が異なるセルフパロディー版を収録している。これまで小泉に曲を提供してきた筒美京平や馬飼野康二のほか、メジャー・デビュー前の久保田利伸や、井上ヨシマサらを新たな作家として迎えている。
LP／CTではA面に ″IDOL SIDE″ 、B面に ″ARTIST SIDE″ と、前半と後半で異なるコンセプトを付しており、ジャケットの表と裏には、それぞれのコンセプトのイメージに沿った写真が用いられている。
2008年5月21日には、「魔女」のB面曲「気分はハートブレイク」、「なんてったってアイドル」のB面曲「背徳の令嬢」が追加収録された『今日子の清く楽しく美しく+2』が紙ジャケット仕様でリリースされた。

## 収録曲

### LP／CT
| #         | タイトル                                    | 作詞       | 作曲       | 編曲       | 時間  |
| --------- | ------------------------------------------- | ---------- | ---------- | ---------- | ----- |
| 1.        | 「なんてったってアイドル」(Another Version) | 秋元康     | 筒美京平   | 鷺巣詩郎   | 4:14  |
| 2.        | 「派手メに真面目」                          | 森雪之丞   | 中崎英也   | 船山基紀   | 3:40  |
| 3.        | 「純ワル過激ハ粋っ美人」                    | 伊達歩     | 馬飼野康二 | 馬飼野康二 | 3:46  |
| 4.        | 「100マイル」                               | 湯川れい子 | 和泉宏隆   | 新川博     | 4:15  |
| 5.        | 「なんてったってアイドル」                  | 秋元康     | 筒美京平   | 鷺巣詩郎   | 4:16  |
| 合計時間: | 合計時間:                                   | 合計時間:  | 合計時間:  | 合計時間:  | 20:11 |

| #         | タイトル             | 作詞      | 作曲         | 編曲       | 時間  |
| --------- | -------------------- | --------- | ------------ | ---------- | ----- |
| 1.        | 「NUDIST」           | 川村真澄  | 久保田利伸   | 松任谷正隆 | 4:14  |
| 2.        | 「教会の前で」       | 川村真澄  | 久保田利伸   | 松任谷正隆 | 3:58  |
| 3.        | 「Slow Dancer」      | 美夏夜    | 井上ヨシマサ | 兼崎順一   | 3:44  |
| 4.        | 「U・BU」            | 秋元康    | 筒美京平     | 鷺巣詩郎   | 3:16  |
| 5.        | 「魔女」             | 松本隆    | 筒美京平     | 中村哲     | 4:32  |
| 6.        | 「風のファルセット」 | 康珍化    | 都倉俊一     | 中村哲     | 4:38  |
| 合計時間: | 合計時間:            | 合計時間: | 合計時間:    | 合計時間:  | 24:22 |

### 今日子の清く楽しく美しく＋2
- 2008年5月21日発売。全曲デジタルリマスター盤・紙ジャケット仕様。新たに2曲がボーナス・トラックとして追加収録された[6]。

| #   | タイトル                                    | 作詞       | 作曲         | 編曲       | 時間 |
| --- | ------------------------------------------- | ---------- | ------------ | ---------- | ---- |
| 1.  | 「なんてったってアイドル」(Another Version) | 秋元康     | 筒美京平     | 鷺巣詩郎   | 4:14 |
| 2.  | 「派手メに真面目」                          | 森雪之丞   | 中崎英也     | 船山基紀   | 3:40 |
| 3.  | 「純ワル過激ハ粋っ美人」                    | 伊達歩     | 馬飼野康二   | 馬飼野康二 | 3:46 |
| 4.  | 「100マイル」                               | 湯川れい子 | 和泉宏隆     | 新川博     | 4:15 |
| 5.  | 「なんてったってアイドル」                  | 秋元康     | 筒美京平     | 鷺巣詩郎   | 4:16 |
| 6.  | 「NUDIST」                                  | 川村真澄   | 久保田利伸   | 松任谷正隆 | 4:14 |
| 7.  | 「教会の前で」                              | 川村真澄   | 久保田利伸   | 松任谷正隆 | 3:58 |
| 8.  | 「Slow Dancer」                             | 美夏夜     | 井上ヨシマサ | 兼崎順一   | 3:44 |
| 9.  | 「U・BU」                                   | 秋元康     | 筒美京平     | 鷺巣詩郎   | 3:16 |
| 10. | 「魔女」                                    | 松本隆     | 筒美京平     | 中村哲     | 4:32 |
| 11. | 「風のファルセット」                        | 康珍化     | 都倉俊一     | 中村哲     | 4:38 |

| #         | タイトル                 | 作詞      | 作曲      | 編曲      | 時間  |
| --------- | ------------------------ | --------- | --------- | --------- | ----- |
| 12.       | 「気分はハートブレイク」 | 松本隆    | 筒美京平  | 中村哲    | 3:59  |
| 13.       | 「背徳の令嬢」           | 森雪之丞  | 中崎英也  | 船山基紀  | 3:49  |
| 合計時間: | 合計時間:                | 合計時間: | 合計時間: | 合計時間: | 52:30 |

### 曲解説
1. なんてったってアイドル（Another Version）
シングル版とは歌詞が異なる別バージョン。
2. 派手メに真面目
3. 純ワル過激ハ粋っ美人
4. 100マイル
5. なんてったってアイドル
17thシングルA面曲。富士フイルム「カルディア」、富士重工業「スバル・ステラ」CMソング。
6. NUDIST
7. 教会の前で
8. Slow Dancer
9. U・BU
10. 魔女
16thシングルA面曲。
11. 風のファルセット

#### 今日子の清く楽しく美しく＋2 ボーナス・トラック
1. 気分はハートブレイク
16thシングル「魔女」のB面曲。
2. 背徳の令嬢
17thシングル「なんてったってアイドル」のB面曲。